# Partido Demócrata Cristiano
Partido Demócrata Cristiano (PDC) är ett kristdemokratiskt politiskt parti i Uruguay, ingående i regeringsalliansen Frente Amplio.
PDC bildades i februari 1962 genom ombildning av det gamla partiet Unión Cívica del Uruguay (UCU).
1966 bröt sig en grupp medlemmar ur PDC och bildade "Movimiento Cívico Cristiano" (MCC).
När PDC 1971 slog sig samman med en rad vänsterpartier och bildade valkartellen Frente Amplio så ledde det fler avhopp och bildandet av Unión Radical Cristiana. 
FA:s partiledare och presidentkandidat Líber Seregni tillhörde de ledande oppositionella mot den militärjunta som tog makten 1973. PDC tyckte att FA förhöll sig alltför passiva när Seregni försattes i husarrest och hoppade därför av alliansen. 
PDC arbetade för den segrande nejsidan i den folkomröstning om militärjuntans förslag till ny grundlag, som genomfördes i november 1980.
När fria val genomfördes i november 1984 deltog PDC åter som en del av FA och lyckades få Héctor Lescano invald i parlamentet. Lescano är numera partiledare för PDC och utsågs till turist- och idrottsminister i den regering som tillträdde 2005.
PDC har under årens lopp deltagit i flera olika valallianser:
- 1989 Nuevo Espacio (NE)
- 1994 "Encuentro Progresista-Frente Amplio" (EP-FA).
- 1999 Alianza Progresista
- 2004 i den segrande valalliansen "Encuentro Progresista-Frente Amplio-Nueva Mayoría" (EP-FA-NM).
- 2009 Frente Amplio